# Гевин
Ге́вин — село в Україні, у Оваднівській сільській громаді Володимирського району Волинської області.
Населення становить 6 осіб. Кількість дворів (квартир) — 1.

## Історія
До 23 червня 2016 року село підпорядковувалось Галинівській сільській раді Володимир-Волинського району Волинської області.
12 червня 2020 року, відповідно до розпорядження Кабінету Міністрів України № 708-р «Про визначення адміністративних центрів та затвердження територій територіальних громад Волинської області», увійшло до складу Оваднівської сільської територіальної громади.
19 липня 2020 року, в результаті адміністративно-територіальної реформи та ліквідації  Володимир-Волинського району(1940—2020), село увійшло до новоутвореного Володимир-Волинського району (від 18 липня 2022 Володимирського).

## Населення
Згідно з переписом УРСР 1989 року чисельність наявного населення села становила 8 осіб, з яких 5 чоловіків та 3 жінки.
За переписом населення України 2001 року в селі мешкало 6 осіб. 100 % населення вказало своєю рідною мовою українську мову.